# 鮑德溫 (肯塔基州)
鮑德溫（英語：Baldwin）是位於美國肯塔基州麥迪遜縣的一個非建制地區。

## 地理
鮑德溫所處的海拔為高於海平面288米（即945英呎），而該地所採用的時區為UTC-5，即北美東部時區（EST）。同時該地設有夏令時間，為UTC-5調快一小時，即UTC-4（EDT）。